# Conyza bampsiana
Conyza bampsiana là một loài thực vật có hoa trong họ Cúc. Loài này được (Lisowski) Lisowski mô tả khoa học đầu tiên năm 1991.